# Rašid Nurgaliev
Rašid Gumarovič Nurgaliev (in russo Раши́д Гума́рович Нургали́ев?; in tataro Рәшит Гомәр улы Нургалиев; Jitiqara, 8 ottobre 1956) è un generale e politico russo di etnia tatara, primo vice segretario del Consiglio di sicurezza della Russia dal 2023.

## Biografia
Nurgaliev è nato nel 1956 a Jitiqara, regione di Qostanay della RSS Kazaka, in una famiglia tatara di dipendenti del ministero degli interni dell'URSS.
Nel 1974 si è diplomato alla scuola secondaria del villaggio di Nadvoicy, nella RSSA Careliana. Nel 1979 si è laureato all'Università Statale di Petrozavodsk per poi lavorare come insegnante di fisica fino al 1981.

## Carriera militare
Dal 1981 al 1995 ha lavorato per il dipartimento del KGB (poi FSB) della Carelia: divenne direttore del distretto di Kalevala, del distretto di Kostomukša e del distretto di Medvež'egorsk.
Dal 2000 al 2002 è stato vice direttore e capo ispettore dell'FSB.
Nel 2005 è stato promosso a generale d'armata.

## Carriera politica
Nel 2002 è diventato vice ministro degli affari interni.
Nel 2004 ha assunto l'incarico di ministro degli interni. Secondo Kommersant, durante il suo mandato, Nurgaliev avrebbe implementato riforme che avrebbero danneggiato il ministero. Nel 2005 ha firmato un decreto che richiedeva ai funzionari di polizia di risolvere più casi criminali di anno in anno; secondo il presidente del consiglio di coordinazione del sindacato dei lavoratori della polizia, ciò avrebbe portato ad un aumento dei casi di falsi crimini per raggiungere la quota ministeriale.
Nel 2011, sotto il suo mandato, è avvenuta la riforma della polizia russa.
Dal 22 maggio 2012 è vicesegretario del Consiglio di sicurezza della Federazione Russa. Dal 6 febbraio 2023 è stato nominato primo vicesegretario del Consiglio, venendo riconfermato di nuovo in tale carica nel 2024.

## Vita privata
Nurgaliev è sposato con Margarita Rjabceva e ha due figli: Maksim (1981) e Rašid (1984), presidente del Movimento Ecologista Russo.

## Sanzioni
il 25 luglio 2014, Nurgaliev è stato incluso nell'elenco delle sanzioni dell'Unione Europea e del Principato di Monaco.
Nel 2022 il Dipartimento del tesoro statunitense ha imposto sanzioni a Nurgaliev. Nello stesso anno il Giappone ha inserito l'ex ministro nella sua lista di sanzioni.